# 15 cm K (E)
Il 15 cm Kanone in Eisenbahnlafette, abbreviato in 15 cm K (E), era un cannone ferroviario tedesco derivato dal cannone navale 15 cm SK L/40. Fu impiegato durante la seconda guerra mondiale.

## Storia
Questa arma fu il primo moderno cannone ferroviario entrato in servizio nello Heer. Esso tuttavia riciclava le vecchie bocche da fuoco 15 cm SK L/40, scelte perché disponibili in buon numero dopo essere state sbarcate dalle pre-dreadnought della Kaiserliche Marine classe Kaiser Friedrich III, classe Wittelsbach, classe Victoria Louise e dagli incrociatori corazzati SMS Fürst Bismarck, Prinz Heinrich, classe Prinz Adalbert, classe Roon e classe Scharnhorst. Le stesse canne erano state usate per equipaggiare vari affusti campali di circostanza durante la prima guerra mondiale.
Furono costruiti solo 4 esemplari, consegnati nel 1937, poiché la Wehrmacht si rese conto che questi complessi, come i 17 cm K (E) realizzati sullo stesso affusto l'anno successivo, erano armati con pezzi di calibro troppo modesto per giustificare pesanti e complessi affusti ferroviari.
Due cannoni furono danneggiati dall'esplosione delle canne il 20 maggio 1940 mentre bombardagno Liegi. In seguito i pezzi furono assegnati, per tutta la durata della seconda guerra mondiale, alle Artillerie-Batterie 655 (E) di stanza in Belgio, con compito di difesa costiera lungo tutto il canale della Manica.

## Tecnica
La canna del 15 cm SK L/40 era lunga 40 calibri ed era costituita da un'anima avvolta da due ordini di cerchiatura, con otturatore a cuneo orizzontale.
Il cannone era incavalcato su un semplice affusto a piattaforma, rotante sul pianale ferroviario. Il carro era dotato di quattro stabilizzatori che, abbassati durante il fuoco, trasferivano sul terreno lo sforzo di rinculo.

## Munizionamento
La munizione era di tipo separato la carica era contenuta in un cartoccio bossolo (con proietto separato e carica di lancio in bossolo metallico. La granata standard ad alto esplosivo era la 15 cm K Gr 18, con bocchino anteriore, pesante 43 kg caricata con 5,68 kg di TNT. Era disponibile anche una granta antibunker con bocchino posteriore, la 15 cm Gr 19 Be da 43,5 kg caricata con 4,8 kg di TNT. Erano disponibili tre cariche di lancio: la piccola (Kleine Ladung) con velocità alla volata di 600 m/s, la media (Mittelere) da 725 m/s e la grande (Grosse) da 805 m/s.